# Gupf (Kandern)
Gupf ist ein Weiler etwa einen Kilometer südwestlich von Tannenkirch, einem Stadtteil von Kandern im Landkreis Lörrach. Der Weiler Gupf liegt auf einer Höhe von 343 m ü. NHN (Ortskern am Dorfbrunnen) auf einer Ebene des Bamlacher Grabens im südlichen Markgräfler Hügelland.

## Geschichte
Die Ersterwähnung des Ortes als curtis in Gupho ist für das Jahr 1168 belegt. Die Namensbedeutung ist unklar. Überliefert ab 1352 ist die Erwähnung ab der Guphen. Der Flurname Gupf gehört zu zahlreichen geographischen Namen im Dreiländereck Deutschland, Frankreich, Schweiz, die eine nichtdeutsche Herkunft haben. Nach dem Sprachwissenschaftler Heinz-Dieter Pohl bezeichnet das Oronym Gupf einen rundlichen Gipfel, was auch der Bedeutung im Grimmschen Wörterbuch als Kuppe, Spitze und Gipfel nahe kommt. Die Verbreitung des Namens oder als Zusatzbezeichnung ist insbesondere im heutigen Österreich verbreitet.

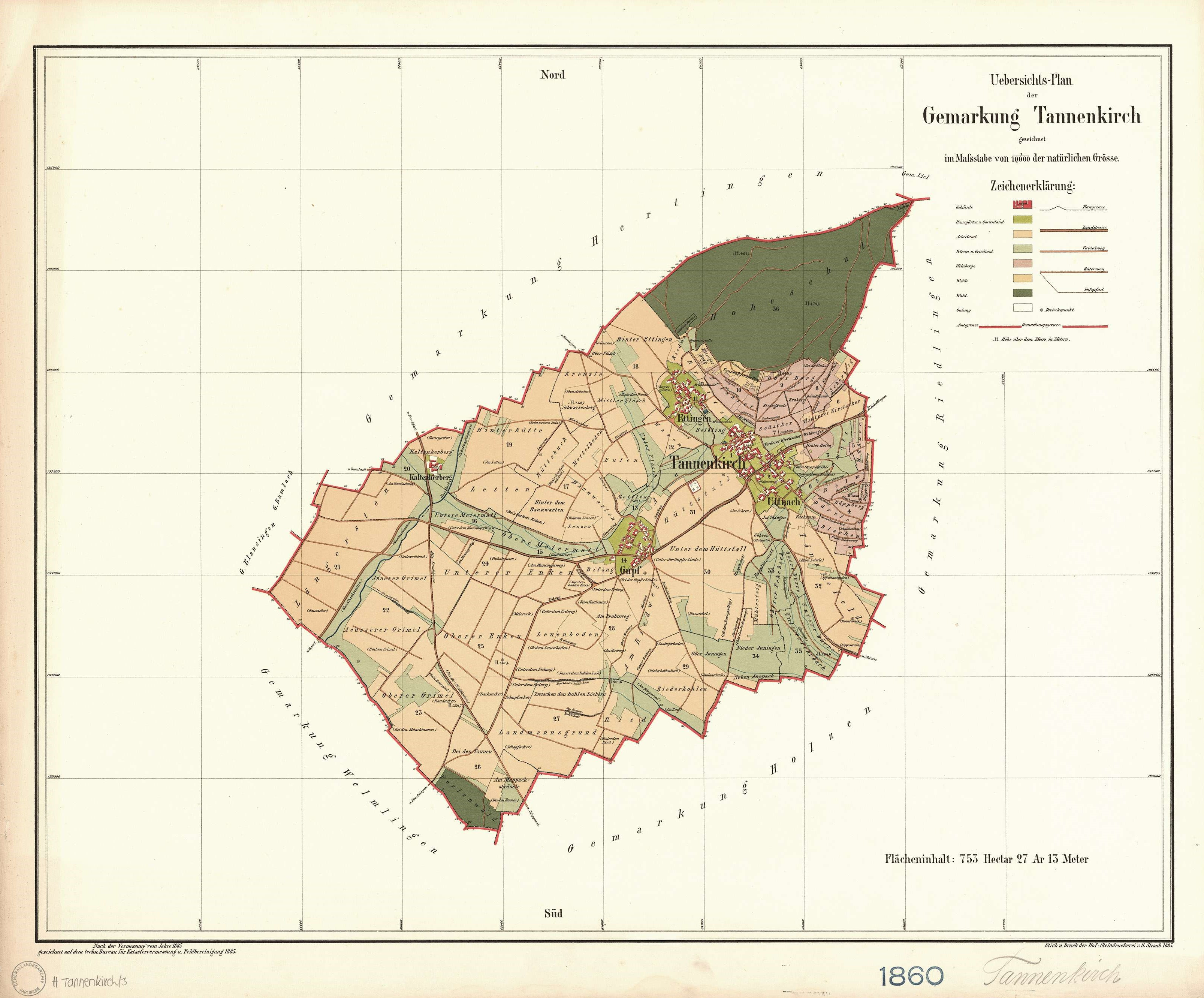
Gupf und Tannenkirch in der Gemarkungskarte von 1885

Vermutungen zufolge kam der Ort bereits 1007 zusammen mit Kirche an das Kloster Stein am Rhein. Im Jahr der Ersterwähnung wurde der Hof Gupf den Brüdern des Klosters St. Blasien und Weitenau als Zins überlassen. 1344 wurde Gupf als munchhof ze Gupf bezeichnet und soll eine Schenkung der Herren von Rötteln an das Kloster Bürgeln gewesen sein, das 1391 dem Kloster Sitzenkirch übereignet wurde. Die Herren von Baden hatten in Gupf 1419 ein Lehen inne.

## Geographie
Gupf liegt auf einer Höhe von 343 m ü. NHN auf einer Ebene von Feldern umgeben rund einen Kilometer südwestlich von Tannenkirch. Die Kreisstraße 6345 (Gupfweg) verläuft in West-Ost-Richtung und verbindet die Bundesstraße 3 mit Tannenkirch. Das Haufendorf liegt dazwischen und wird von den umliegenden Feldwegen und Verbindungsstraßen sternförmig erreicht.

## Rezeption in der Kunst
Der entlegene Weiler wurde im Prosawerk Von Gupf, südlich Ende der 1980er Jahre vom Lehrer, Autor und Aphoristiker Nikolaus Cybinski thematisiert.